# Cesto
Cesto (ou cesta, ou cabaz) é um recipiente aberto para sólidos soltos, com ou sem tampa amovível, tipicamente dotado de uma asa ou duas pegas, destinado habitualmente a transporte por uma ou duas pessoas ou para arrumação sobre mesa (caso em que se chama açafate) ou similar. É tipicamente rígido e feito de material entrançado: juncos, vime, palha ou plástico.

## Cestos dos nativos do Novo Mundo
Tudo indica que a técnica do trançado seja mais antiga entre os nativos das Américas do que a cerâmica ou a tecelagem. Empregando fibras vegetais os indígenas produziam inúmeros objetos para os mais distintos usos como cestos para uso doméstico e para transporte de alimentos, peneiras, armadilhas para caça e pesca, abanos para o fogo, objetos de adorno pessoal, redes, etc.
Cestos eram usados para armazenagem e transporte de alimentos. Serviam também para a guarda de enfeites e pós de pintura, produtos para curas de doentes, aljavas para transportar setas de zarabatanas, suportes para panelas, redes e outros objetos.
O cesto Baquité era empregado para carregar crianças nas costas e era preso à cabeça por uma tala.
Os Guató de Mato Grosso e Mato Grosso do Sul fabricavam cestos xadrezados da palha da palmeira acuri, além de abanos para fogo.
Cabia aos homens dos vários povos que habitavam as margens do Rio Negro a confecção de toda a cestaria. Por outro lado, os seis tipos de cestos dos Parakanã, do Pará, eram todos confeccionados pelas índias.
Os Ikolen habitando Rondônia, divisa com Mato Grosso eram hábeis artesãos, confeccionando cestos, paneiros e redes de fibras vegetais, palha de babaçu, cordame de algodão cru e cipó.
Cestos e outras utilidades da cestaria eram geralmente tingidos, como observaram Johan Baptiste Von Spix (1781-1826) e MARIUS, Carlos Frederico Philippe Von Martius (1794-1868), dois estudiosos alemães:
Tingiam de vermelho todo este material com sementes de urucu (Bixa Orellana L); de preto com os frutos do jenipapeiro (Genipa americana L.); de e de amarelo com madeira (Broussonetia tinctoria Kunth.).
A seiva do jequitibá (Cariniana spp.) era também usada na pintura de trançados.
O cesto de viagem era item indispensável para a maioria dos índios norte-americanos. Servia para o transporte dos mais variados objetos. Era feito de fibras vegetais e apresentava as malhas largas. Era levado nas costas, sendo suportado por um cordel que se apoiava na testa. Era bastante resistente e, quando vazio, ocupava pequeno espaço.